# Milaan-Turijn 2013
De 94e editie van de wielerwedstrijd Milaan-Turijn werd gehouden op 2 oktober 2013. De wedstrijd maakte deel uit van de UCI Europe Tour 2013. De titelverdediger was de Spanjaard Alberto Contador. Dit jaar won de Italiaan Diego Ulissi.

## Deelnemende ploegen
UCI World Tour-ploegen
- Team Saxo-Tinkoff
- Astana
- Lampre-Merida
- Team Garmin-Sharp
- RadioShack-Leopard
- Team Movistar
- AG2R-La Mondiale
- Katjoesja
- Vacansoleil-DCM
- Argos-Shimano

Professionele continentale ploegen
- Vini Fantini-Selle Italia
- Androni Giocattoli-Venezuela
- Bardiani Valvole-CSF Inox
- Colombia
- Team NetApp-Endura
- CCC Polsat Polkowice
- MTN-Qhubeka
- IAM Cycling
- Team Europcar
- Team RusVelo

Continentale ploegen
- Ceramica Flaminia-Fondriest

## Rituitslag
| Plaats | Naam                  | Ploeg                        | Tijd     |
| ------ | --------------------- | ---------------------------- | -------- |
| 1      | Diego Ulissi          | Lampre-Merida                | 4u21’02" |
| 2      | Rafał Majka           | Team Saxo-Tinkoff            | +3"      |
| 3      | Daniel Moreno         | Katjoesja                    | +5"      |
| 4      | Domenico Pozzovivo    | AG2R-La Mondiale             | +7"      |
| 5      | Alberto Contador      | Team Saxo-Tinkoff            | +11"     |
| 6      | Alejandro Valverde    | Team Movistar                | +15"     |
| 7      | Mauro Finetto         | Vini Fantini-Selle Italia    | z.t.     |
| 8      | Thomas Voeckler       | Team Europcar                | z.t.     |
| 9      | Matteo Rabottini      | Vini Fantini-Selle Italia    | z.t.     |
| 10     | Franco Pellizotti     | Androni Giocattoli-Venezuela | z.t.     |
| 11     | Daniel Martin         | Team Garmin-Sharp            | +24"     |
| 12     | Sébastien Reichenbach | IAM Cycling                  | z.t.     |
| 13     | Patrick Facchini      | Androni Giocattoli-Venezuela | z.t.     |
| 14     | Giampaolo Caruso      | Katjoesja                    | z.t.     |
| 15     | Chris Anker Sørensen  | Team Saxo-Tinkoff            | z.t.     |
| 16     | Gianfranco Zilioli    | Androni Giocattoli-Venezuela | +41"     |
| 17     | Joaquim Rodríguez     | Katjoesja                    | z.t.     |
| 18     | Enrico Gasparotto     | Astana                       | +50"     |
| 19     | Sergei Firsanov       | Team RusVelo                 | +58"     |
| 20     | Marcel Wyss           | IAM Cycling                  | +1'00"   |
|        |                       |                              |          |
| 25     | Ben Hermans           | RadioShack-Leopard           | +1'15"   |
| 73     | Rob Ruijgh            | Vacansoleil-DCM              | +8'20"   |

1874 · 1875 - 1893 · 1894 · 1895 · 1896  · 1897 - 1902   · 1903 · 1904 · 1905 · 1906 - 1910 · 1911 · 1912 · 1913 · 1914 · 1915 · 1916 · 1917 · 1918 · 1919 · 1920 · 1921 · 1922 · 1923 · 1924 · 1925 · 1926 - 1930 · 1931 · 1932 · 1933 · 1934 · 1935 · 1936 · 1937 · 1938 · 1939 · 1940 · 1941 · 1942 · 1943 · 1944 · 1945 · 1946 · 1947 · 1948 · 1949 · 1950 · 1951 · 1952 · 1953 · 1954 · 1955 · 1956 · 1957 · 1958 · 1959 · 1960 · 1961 · 1962 · 1963 · 1964 · 1965 · 1966 · 1967 · 1968 · 1969 · 1970 · 1971 · 1972 · 1973 · 1974 · 1975 · 1976 · 1977 · 1978 · 1979 · 1980 · 1981 · 1982 · 1983 · 1984 · 1985 · 1986 · 1987 · 1988 · 1989 · 1990 · 1991 · 1992 · 1993 · 1994 · 1995 · 1996 · 1997 · 1998 · 1999 · 2000 · 2001 · 2002 · 2003 · 2004 · 2005 · 2006 · 2007 · 2008 · 2009 · 2010 · 2011 · 2012 · 2013 · 2014 · 2015 · 2016 · 2017 · 2018 · 2019 · 2020 · 2021 · 2022 · 2023 · 2024 · 2025
Etappewedstrijden

 Ster van Bessèges · 
 Ronde van de Middellandse Zee · 
 Ruta del Sol · 
 Ronde van de Algarve · 
 Ronde van de Haut-Var · 
 Driedaagse van West-Vlaanderen · 
 Internationale Wielerweek · 
 Internationaal Wegcriterium · 
 Driedaagse van De Panne-Koksijde · 
 Ronde van de Sarthe · 
 Ronde van Trentino · 
 Ronde van Turkije · 
 Ronde van Asturië · 
 Vierdaagse van Duinkerke · 
 Ronde van Azerbeidzjan · 
 Szlakiem Grodòw Piastowskich · 
 Ronde van Castilië en León · 
 Ronde van Picardië · 
 Ronde van Noorwegen · 
 World Ports Classic · 
 Ronde van Beieren · 
 Ronde van België · 
 Tour des Fjords · 
 Ronde van Estland · 
 Ronde van Luxemburg · 
 Boucles de la Mayenne · 
 Ster ZLM Toer · 
 Ronde van Slovenië · 
 Route du Sud · 
 Ronde van Oostenrijk · 
 Sibiu Cycling Tour · 
 Ronde van Wallonië · 
 Ronde van Portugal · 
 Ronde van Denemarken · 
 Ronde van de Ain · 
 Ronde van Burgos · 
 Arctic Race of Norway · 
 Ronde van de Limousin · 
 Ronde van Poitou-Charentes · 
 Wielerweek van Lombardije · 
 Ronde van Groot-Brittannië · 
 Ronde van Gévaudan Languedoc-Roussillon · 
 Eurométropole Tour
Eendaagse wedstrijden

 GP La Marseillaise · 
 Grote Prijs van de Etruskische Kust · 
 Trofeo Palma · 
 Trofeo Ses Salines · 
 Trofeo Serra de Tramuntana · 
 Trofeo Platja de Muro · 
 Trofeo Laigueglia · 
 Ronde van Murcia · 
 Omloop Het Nieuwsblad · 
 Classic Sud Ardèche · 
 GP Lugano · 
 Clásica de Almería · 
 Kuurne-Brussel-Kuurne · 
 La Drôme Classic · 
 Le Samyn · 
 GP Città di Camaiore · 
 Strade Bianche · 
 Roma Maxima · 
 Ronde van Drenthe · 
 Dwars door Drenthe · 
 Nokere Koerse · 
 GP Nobili Rubinetterie · 
 Handzame Classic · 
 Classic Loire-Atlantique · 
 Grote Prijs van Cholet-Pays de Loire · 
 Dwars door Vlaanderen · 
 Route Adélie de Vitré · 
 Volta Limburg Classic · 
 Grote Prijs Miguel Indurain · 
 Ronde van La Rioja · 
 Scheldeprijs · 
 GP Pino Cerami · 
 Klasika Primavera · 
 Parijs-Camembert · 
 Brabantse Pijl · 
 GP Denain · 
 Ronde van de Finistère · 
 Tro Bro Léon · 
 Ronde van Keulen · 
 La Roue Tourangelle · 
 Rund um den Finanzplatz Eschborn-Frankfurt · 
 Ronde van de Somme · 
 ProRace Berlin · 
 Grote Prijs van Plumelec · 
 Boucles de l'Aulne · 
 Ronde van Zeeland Seaports · 
 Trofeo Melinda · 
 GP Kanton Aargau · 
 Ronde van Limburg · 
 Ronde van de Apennijnen · 
 Halle-Ingooigem · 
 Trofeo Matteotti · 
 Prueba Villafranca de Ordizia · 
 GP Industria & Artigianato-Larciano · 
 Ronde van Toscane · 
 Circuito de Getxo · 
 Polynormande · 
 RideLondon Classic · 
 GP Stad Zottegem · 
 Dutch Food Valley Classic · 
 Châteauroux Classic de l'Indre · 
 Druivenkoers Overijse · 
 Ronde van Veneto · 
 Schaal Sels · 
 Memorial Rik Van Steenbergen · 
 Brussels Cycling Classic · 
 GP Fourmies · 
 Ronde van de Doubs · 
 GP Jef Scherens · 
 Coppa Bernocchi · 
 Coppa Agostoni · 
 GP van Wallonië · 
 Ronde van de Drie Valleien · 
 Kampioenschap van Vlaanderen · 
 Memorial Marco Pantani · 
 Grote Prijs Impanis-Van Petegem · 
 GP van Isbergues · 
 GP Industria & Commercio di Prato · 
 Omloop van het Houtland · 
 Duo Normand · 
 Milaan-Turijn · 
 Ronde van Piëmont · 
 Ronde van het Münsterland · 
 Pro Cycling Marathon · 
 Ronde van de Vendée · 
 Memorial Frank Vandenbroucke · 
 Coppa Sabatini · 
 Parijs-Bourges · 
 Ronde van Emilia · 
 GP Beghelli · 
 Parijs-Tours · 
 Nationale Sluitingsprijs · 
 Ronde van Romagna · 
 Chrono des Nations